# Metropolita de Malankara
Metropolita de Malankara (em malaiala: മലങ്കര മെത്രാപ്പോലീത്ത) é um título eclesiástico dado ao chefe da Igreja Síria Malankara, anteriormente pelo Governo de Travancore e Cochin no sul da Índia. Este título foi concedido por proclamação do Rei de Travancore e do Rei de Cochin. A jurisdição principal em relação à administração temporal, eclesiástica e espiritual da Igreja de Malankara é investida no Metropolita de Malankara. O Metropolita de Malankara é o guardião legal do Antigo Seminário de Kottayam, dos interesses de vattipanam e outras propriedades da comunidade comum da Igreja de Malankara.
Depois de 1877, todas as denominações da Igreja Malankara começaram a reivindicar a seu prelado como Metropolita de Malankara. Entre eles, o chefe da Igreja Síria Ortodoxa Malankara que foi confirmado pelo Supremo Tribunal da Índia.
O atual Metropolita de Malankara é Basílio Marthoma Mateus III.
O título "Metropolita Mar Thoma"  é usado pelo chefe da Igreja Síria de Mar Thoma desde 1894. O atual Metropolita Mar Thoma é Teodósio Mar Thoma.

## Linhagem
Historicamente, o primaz dos Cristãos de São Tomé era conhecido como Jathikku Karthavian (líder da comunidade), Malankara Moopen (Ancião da Comunidade), Arquidiácono ou Arkadiyakon (Sumo Sacerdote). Este cargo era tradicionalmente ocupado pela família Pakalomattom. No séc. XVI, tornou-se necessário elevar o arquidiácono à posição de 'bispo metropolitano' nomeado como Mar Thoma para resistir às tentativas de latinização dos jesuítas. Em 1653, a posição de arquidiácono foi elevada a bispado pela imposição de mãos de doze padres na ausência de um bispo válido. Este foi um passo de emergência. A partir daí, o Bispo Metropolitano assumiu o título eclesiástico honorífico Mar Thoma. Este título foi usado de 1653 a 1815. Mais tarde, um 'Bispado' regular foi estabelecido em Malankara com a ajuda de Gregorio Abdal Jaleel.